# 한라대학교
한라대학교(漢拏大學校, Halla University)는 강원특별자치도 원주시에 위치한 대한민국의 사립 대학이다. 
1994년 설립된 전문대학인 한라공업전문대학이 모태로, 1997년 대학으로 승격되어 1998년에 한라대학교로 교명을 변경했다. 국문 약칭은 한라대(漢拏大)를, 영문 약칭으로 HALLA를 사용하고 있다. 2021년 기준으로, 2개 단과대학, 28개 학부 전공, 1개 특수대학원이 설치되어 있다.

## 연혁
1994년 11월 17일, HL그룹과 학교법인 배달학원의 정인영에 의하여 한라공업전문대학이 설립되었다. 이듬해 3월 6일 개교하였다. 1996년 12월 11일 대학 승격이 인가되어 1997년 3월 한라공과대학교로 교명을 변경하였다. 1998년 5월, 현재의 교명인 한라대학교로 교명을 변경하였다.
한편, 2018년 교육부의 대학기본역량진단에서 역량강화대학으로 선정되었다.

## 교육편제
한라대학교의 학부는 2대학으로 구성되어 있다. 정보산업대학원으로 특수대학원 1개원이 있다.

### 학부
2021년 기준, 한라대학교는 스마트모빌리티융합대학, 웰니스지역공헌대학 등 2대학, 6학부, 9학과, 19전공으로 학부 과정을 설계하여 제공하고 있다.

### 대학원
2021년 기준, 한라대학교는 특수대학원으로 정보산업대학원 1개원을 설치하여 석사 과정만을 제공하고 있다.

## 교육 방침상의 특징

### 국제 교류
한라대학교 국제교류센터는 학술 교류 협정이 체결된 학교 중 일부 학교를 대상으로 교환학생 프로그램을 운영하고 있다. 교환학생 프로그램은 희망하는 학생에게 일정 수준 이상의 학점과 어학성적을 요구하여 추천하며, 입학 허가는 해당 학교에서 결정한다. 파견 대학으로는 인도 샤티야바마 과학기술대학교 등이 있다. 이 외에도, 영국과 캐나다 등의 협정 대학에 방학 기간 중 파견하는 문화 및 어학 연수 제도를 운영 중에 있다.
2024년 현재 국제 각국 23개 대학과 학술교류협정을 체결하고 교류하고 있다.

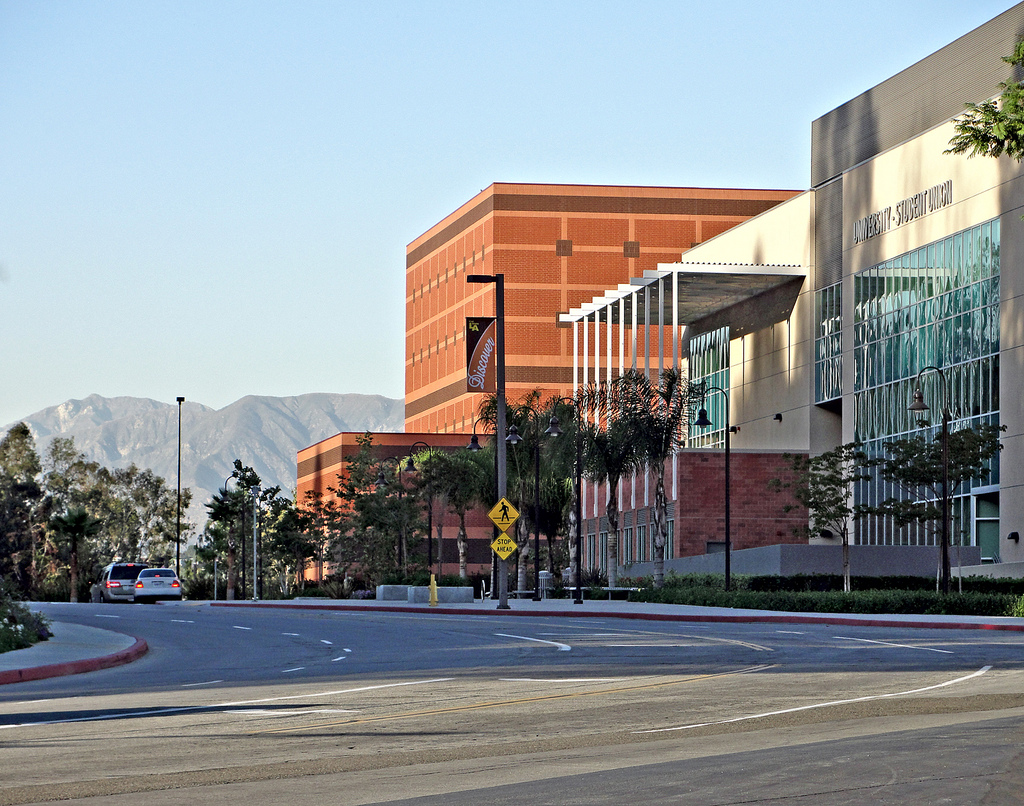
한라대학교와 교류 협정을 맺고 있는 캘리포니아 주립 대학교 로스엔젤레스

### 국내 교류
한라대학교는 계절학기에 한하여 대한민국내 일부 대학과 협정을 체결하고 학점 이수 교류 제도를 운영하고 있다. 대면 강의에 한하여 교환 대학으로 국립강릉원주대학교, 강원대학교, 연세대학교 미래캠퍼스 등이 있다.

## 캠퍼스 풍경
한라대학교는 강원특별차지도 소재 사립 대학으로, 흥업리에 위치한다. 학교법인과 대학은 실제로는 약 51만m²의 부지를 소유중이나, 교육편제 등 학교의 규모가 크지 않은 까닭으로, 전체의 절반을 조금 넘는 역 26만m²의 부지를 캠퍼스로 활용중이다. 약 8동의 건축물이 캠퍼스 내 위치하고 있다. 캠퍼스 동북부로 사제로가 지나고, 한라대길이 캠퍼스를 수직으로 관통한다. 캠퍼스 서부는 산지가 형성되어 있다. 